# Tradescantia masonii
Tradescantia masonii är en himmelsblomsväxtart som beskrevs av Eizi Matuda. Tradescantia masonii ingår i släktet båtblommor, och familjen himmelsblomsväxter. Inga underarter finns listade.